# Babrowa (sielsowiet Kniażyce)
Babrowa (biał. Баброва; ros. Боброво) – osiedle na Białorusi, w obwodzie mohylewskim, w rejonie mohylewskim, w sielsowiecie Kniażyce.